# Adam's Song
Adam's Song è un singolo del gruppo musicale statunitense Blink-182, estratto nel 2000 dall'album Enema of the State. È una delle loro canzoni più conosciute. Ha raggiunto le più alte posizioni di classifica in tutta Europa e USA (1st Hot 100 e 1st Rock 100).
Nel brano vengono trattati i delicati temi della solitudine e del suicidio, motivo per cui ha sollevato numerose polemiche da parte della critica, soprattutto a seguito di un tragico episodio che ha visto un giovane togliersi la vita proprio mentre ascoltava questa canzone.
La canzone cita in alcune frasi Come As You Are, il celebre brano dei Nirvana presente nel CD Nevermind.

## Descrizione
La canzone riprende il testo della lettera scritta alla famiglia da un ragazzo che si era suicidato, ma la genialità dei Blink sta nel fatto che nella terza ed ultima strofa cambiano quello che è il testo della lettera, inserendo: "Tomorrow holds such better days, days when i still feel alive" cioè "il domani racchiude giorni migliori, giorni in cui potrò sentirmi ancora vivo" parlando al futuro dando un messaggio di speranza facendo intendere che tutto si risolverà nel migliore dei modi e la vita continuerà a scorrere nel modo giusto. Così facendo i Blink-182 fanno diventare la canzone come un inno contro il suicidio.
Nel 2000 uno studente diciassettenne, Greg Barnes, scampato al massacro della Columbine High School fu ritrovato impiccato nel garage di casa con Adam's Song in ripetizione nello stereo ma, Mark Hoppus quando lo seppe si arrabbiò moltissimo perché la canzone non aveva quel fine bensì proprio il contrario e non fu più cantata live ai concerti per un lungo periodo. D'altro canto il cantante ha rivelato anche di avere ricevuto delle mail da alcuni fan che avevano contemplato il suicidio, per poi riconsiderare la situazione dopo avere ascoltato la canzone.

## Video musicale
Nel video musicale il trio suona in una stanza tappezzata di vecchie foto. Durante la canzone da ogni foto parte un flashback che mostra scorci di vita quotidiana della band, mentre intorno qualcuno lascia intravedere problemi che sfuggirebbero ad un occhio poco attento.
In realtà il video generalizza il tema trattato, senza focalizzarsi sulla vita di un teenager ma più in generale, su tutti i problemi che ognuno ha, ma che stenta o non vuole mostrare.

## Tracce
Versione europea e statunitense
1. Adam's Song (versione radio) – 3:35
2. Going Away to College (live) – 3:46
3. Adam's Song (live) – 4:53
4. Adam's Song (video)

Versione australiana
1. Adam's Song (versione radio) – 3:36
2. Going Away to College (live) – 3:46
3. Adam's Song (live) – 4:53
4. Wendy Clear (live) – 2:47

## Formazione
- Mark Hoppus – voce, basso
- Tom DeLonge – chitarra, voce
- Travis Barker – batteria